# Amica (opéra)
Pour les articles homonymes, voir Amica.

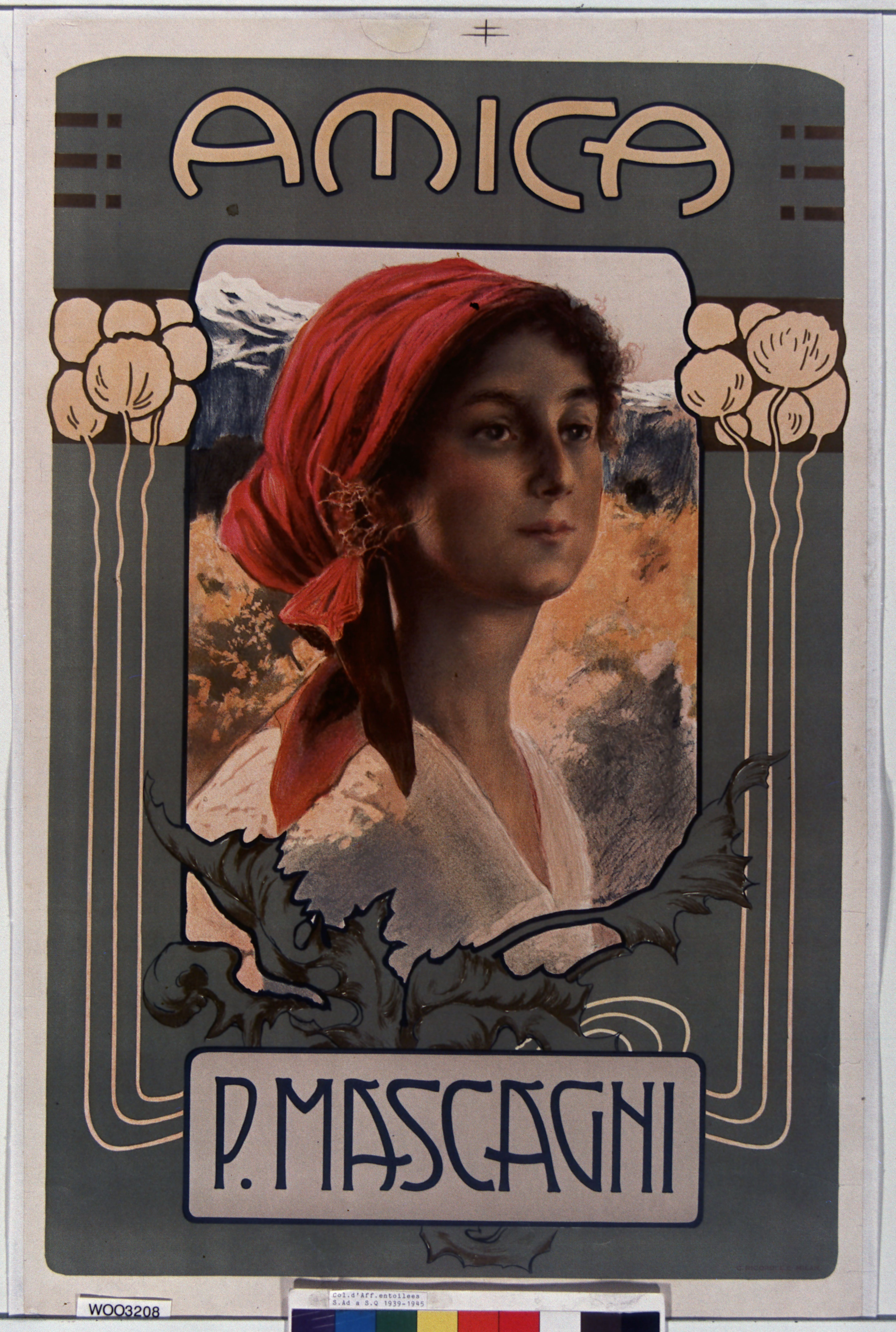
Affiche de 1905

Amica est un opéra en deux actes de Pietro Mascagni, créé à Monte-Carlo le 16 mars 1905 sur un livret de Paul Bérel (pseudonyme de Paul de Choudens). C'est le seul opéra en français de Mascagni.

## Rôles
| Rôle         | Voix    | Distribution pour la création en français, 16 mars 1905 Chef d'orchestre: Pietro Mascagni | Distribution pour la création en italien, 13 mai 1905 Chef d'orchestre: Pietro Mascagni |
| ------------ | ------- | ----------------------------------------------------------------------------------------- | --------------------------------------------------------------------------------------- |
| Amica        | soprano | Geraldine Farrar                                                                          | Amalia Karola                                                                           |
| Giorgio      | ténor   | Charles Rousselière                                                                       | Piero Schiavazzi                                                                        |
| Renaldo      | baryton | Maurice Renaud                                                                            | Riccardo Stracciari                                                                     |
| Père Camoine | basse   | Henri-Alexandre Lequien                                                                   | Leo Eral                                                                                |
| Magdelone    | soprano | Paola Rainaldi                                                                            | Italia Bonetti                                                                          |

## Galerie

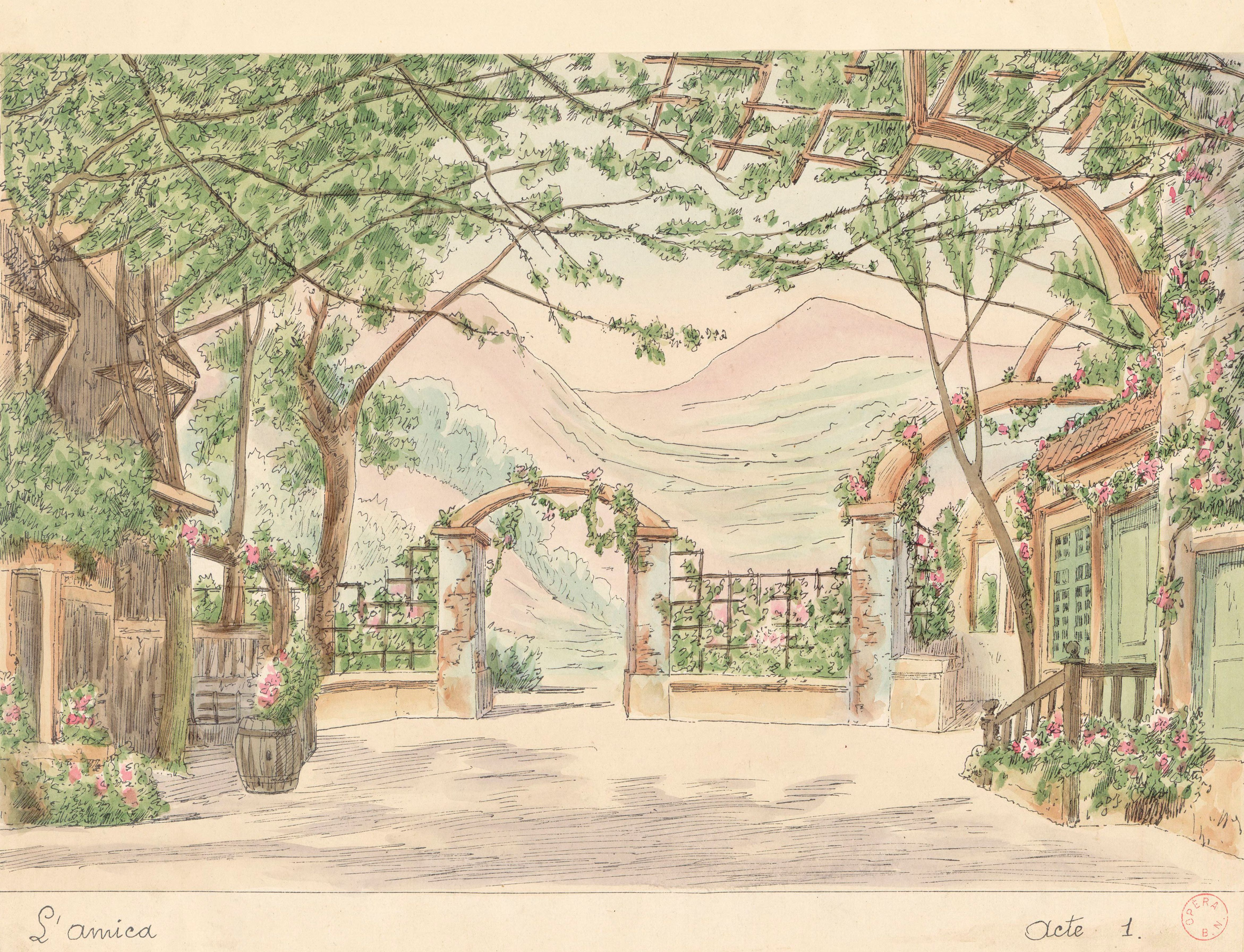
Décor de l'acte I (Monte-Carlo, 1905)
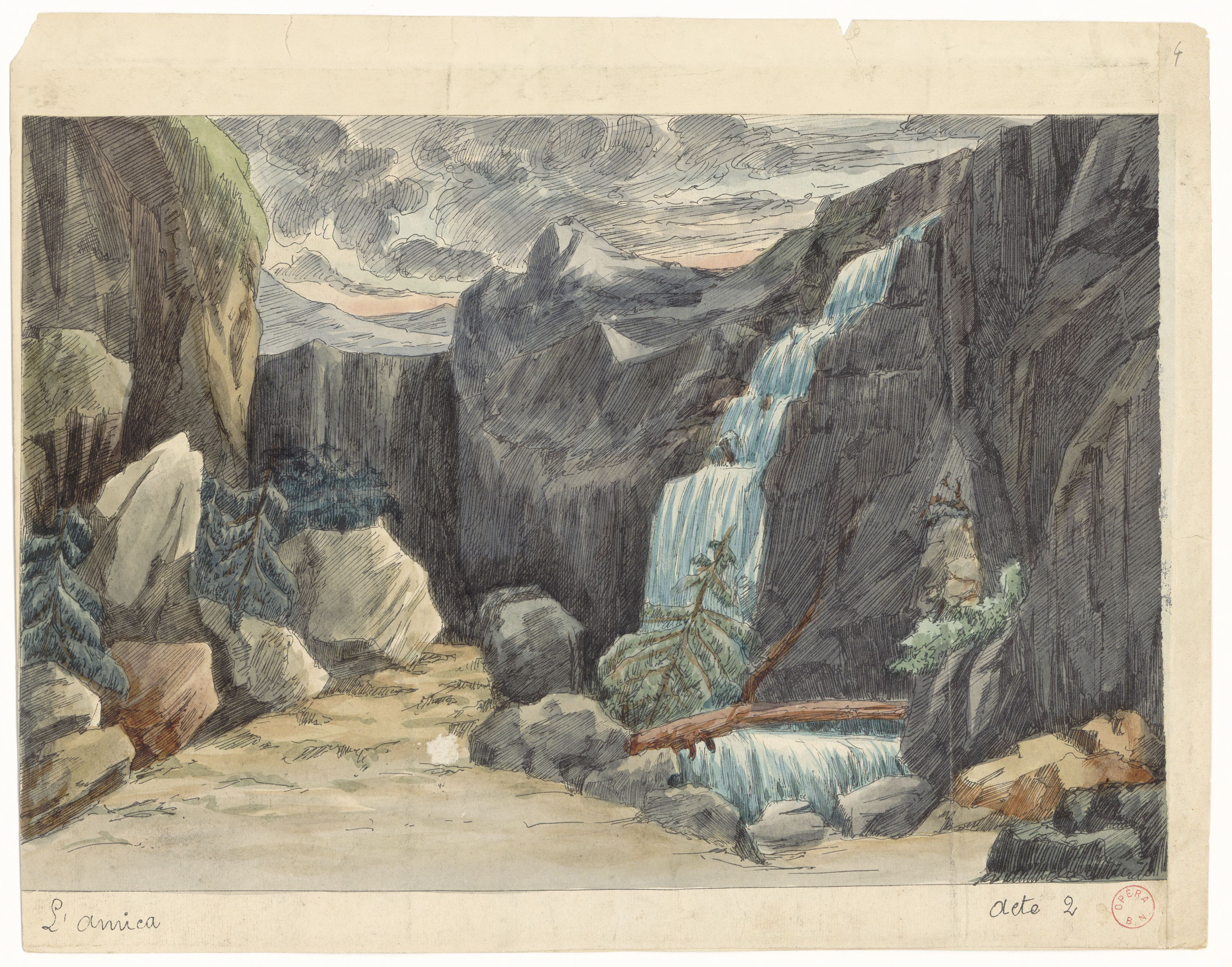
Décor de l'acte II (Monte-Carlo, 1905)
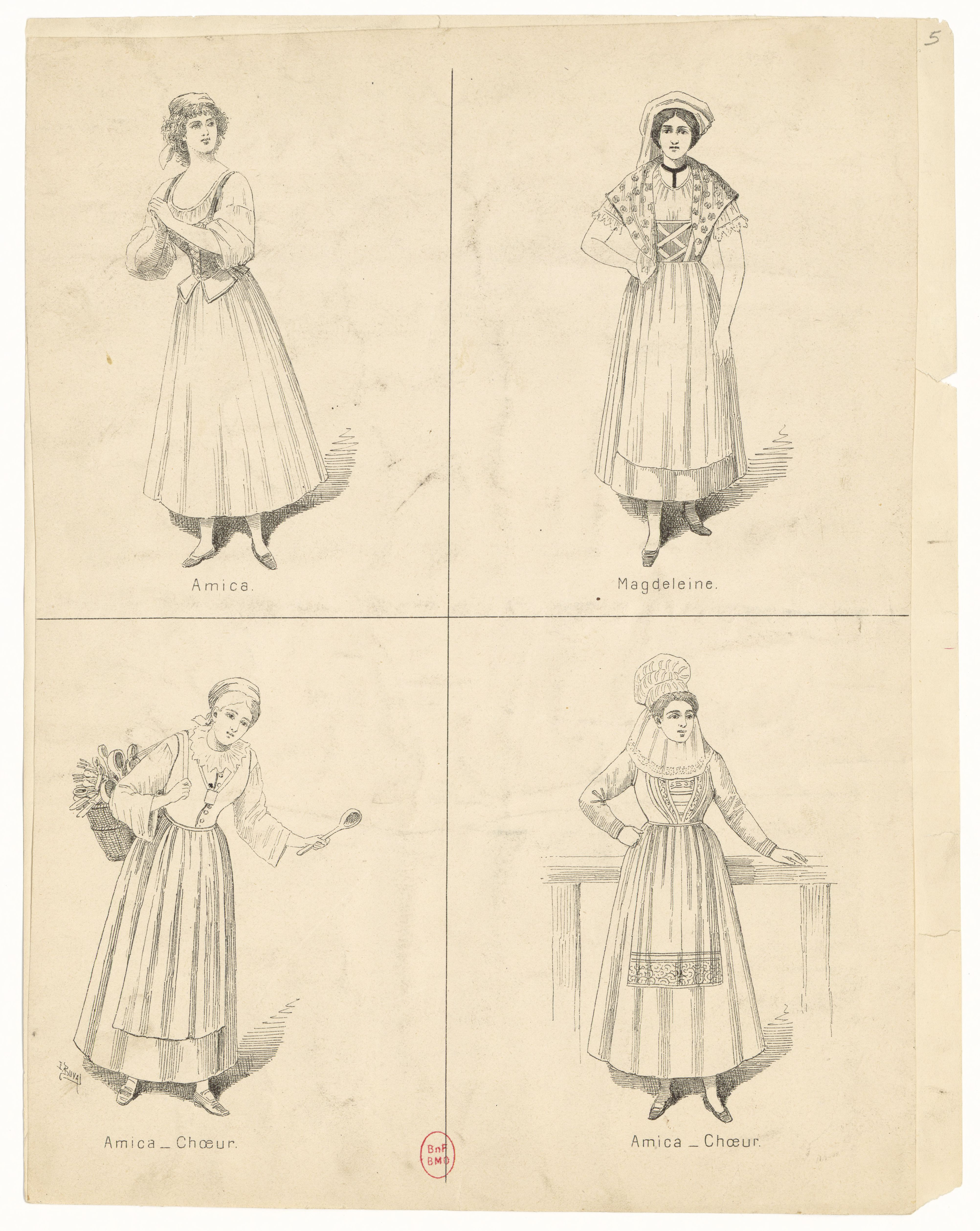
Costumes (Monte-Carlo, 1905)
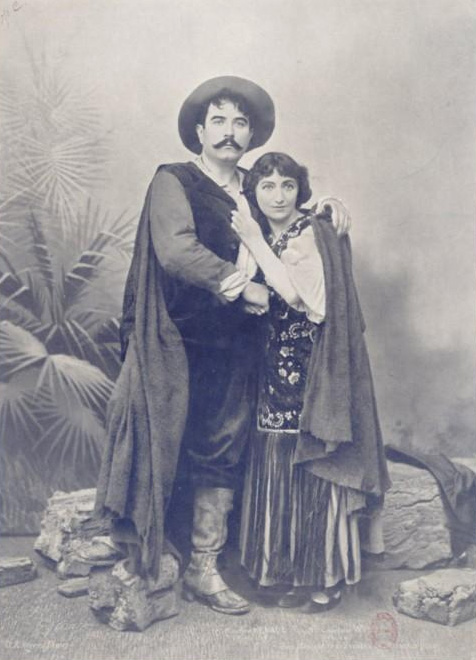
Maurice Renaud et Charlotte Wyns (Arènes de Nîmes, 1905)